# Диксон (Иллинойс)
Ди́ксон (англ. Dixon, Illinois) — город и административный центр  округа Ли. По данным переписи 2010 года, численность населения составляла 15 733 человека, по сравнению с 15 941 человек в 2000 году. Город назван в честь основателя Джона Диксона, который управлял верёвочным паромным сообщением через реку Рок-Ривер, протекающую через город. Генеральная ассамблея штата Иллинойс объявила Диксон «столицей петунии» в 1999 году и «столицей сома» в 2009 году.
Диксон был домом детства бывшего президента США Рональда Рейгана. В городе также находится монумент Линкольна, отмечающий место, где Авраам Линкольн присоединился к ополчению Иллинойса в Форт-Диксоне в 1832 году во время войны с Чёрным Ястребом. Монумент расположен на западной стороне главной улицы Диксона, ведущей с севера на юг, Галены-авеню (шоссе США 52, также шоссе Иллинойс 26), к северу от Рок-Ривер.

## История
Примерно в 1828 году Джозеф Оги, человек смешанного французского и индейского происхождения, основал паром и хижину на берегу Рок-Ривер. В 1829 году сотрудник Оги был назначен почтмейстером во вновь построенном почтовом отделении. Весной 1830 года Джон Диксон, по имени которого впоследствии был назван город, купил паром Оги и привёз свою семью в своё недавно приобретённое заведение 11 апреля того же года. Вскоре после этого название почтового отделения было изменено на «паром Диксона».
4 мая 1873 года обрушился мост «Трюсделл» в момент массового скопления на нём людей, пришедшим посмотреть на церемонию крещения под мостом. В результате погибло — утонуло и было убито конструкциями — 46 человек, 47 человек получило ранения и 5 человек были смертельно ранены.
Рядом с межштатной автомагистралью 88 проходит дорога под названием Кровавое ущелье (Bloody Gulch Road). Дорога названа в честь убийства и захоронения тела. 12 сентября 1885 года двое молодых людей шли по окружной дороге к югу от Диксона, одного из них звали Джозеф Мосс, батрак, а другого — Фрэнк Тиль, продавец Библии из Элджина. Безработный батрак сказал продавцу, где он может продать свои Библии, и повёл его на ферму, где он работал. Когда двое мужчин проходили ущелье, работник фермы ударил и убил продавца ножом и ореховой балясиной, которую он нёс под мышкой. Затем он похоронил тело в водопропускной трубе. Тело было обнаружено позже, когда крупный рогатый скот отказался пользоваться подземным переходом по пути в доильный сарай. Ночной дождь смыл часть грязи, обнажив конечность. Когда шериф прибыл, чтобы допросить работника фермы, поскольку его видели выходящим из Диксона с покойным, он притворился, что хочет выпить, бросив цепочку от часов, взятую у продавца, в кусты. Улики были найдены, и батрака в конечном итоге посадили в тюрьму на пожизненное заключение, а дорога через подземный переход стала называться Кровавым ущельем.
В апреле 2012 года муниципальный контролёр Диксона Рита Крандуэлл была обвинена Большим жюри в растрате. Она использовала украденные средства, чтобы, среди прочего, оплачивать свой роскошный образ жизни и то, что стало одной из самых известных в стране программ по разведению лошадей квотерхорс. Преступления Крандуэлл, которые считаются самой крупной муниципальной кражей в истории США, серьёзно повлияли на финансы Диксона. Федеральные прокуроры оценили сумму хищений в 53 миллиона долларов с 1990 года. Город подал в суд на аудиторов, которые не смогли обнаружить растрату, и на банк, в котором у Крандуэлл был секретный счёт, и получил 40 миллионов долларов в качестве компенсации. В феврале 2013 года Крандуэлл был приговорена почти к 20 годам тюремного заключения.
16 мая 2018 года 19-летний студент Мэтью Милби поступил в среднюю школу Диксона и выстрелил во время выпускной практики. Его преследовал школьный инспектор Марк Даллас из полицейского управления Диксона. После выстрелов в офицера стрелок был ранен Далласом, когда тот открыл ответный огонь. Затем он был взят под стражу. Других травм не последовало. У Милби было диагностировано шизотипическое расстройство личности, и первоначально его признали непригодным для суда. 14 июля 2022 года он признал себя виновным в стрельбе из огнестрельного оружия при отягчающих обстоятельствах в сторону блюстителя порядка и стрельбе из огнестрельного оружия при отягчающих обстоятельствах в школьном здании. Он был приговорён к тридцати годам тюремного заключения.

### Рональд Рейган
Диксон был городом детства 40-го президента Соединенных Штатов Рональда Рейгана. Рейган родился в соседнем Тампико и переехал в Диксон в возрасте девяти лет. В подростковом возрасте он был спасателем на берегах Рок-Ривер. Его семейный дом сохранился на Саут-Хеннепин-авеню, 816, и Конгресс позволил ему стать Домом детства Рональда Рейгана. 6 февраля 1984 года, во время своего первого президентского срока, Рейган вернулся в Диксон, чтобы отпраздновать свой 73-й день рождения. Он посетил место своего детства, и город провел парад в его честь.

## География
Согласно переписи 2010 года, общая площадь Диксона составляет 7,862 квадратных миль (20,36 кв.км), из которых 7,43 квадратных миль (19,24 кв.км) (или 94,51 %) занимает суша и 0,432 квадратных миль (1,12 км2) (или 5,49%), соответственно, вода.

### Климат
В Диксоне есть жаркое лето, влажный континентальный климат с четырьмя сезонами. Зимы, как правило, холодные с частыми снегопадами, в то время как лето тёплое и влажное. Обычно температура в Диксоне колеблется от низкой 10 °F (-12 °C) до высокой 82 °F (28 °C). Рекордно низкая температура в -32 °F (-35 °C) была зафиксирована во время  Североамериканской волны похолодания и рекордно высокая температура в 110 °F (43 °C) была зафиксирована во время аномальной жары 1936 года в Северной Америке. Среднемесячное количество осадков колеблется от 1,43 дюйма (36 мм) в феврале до 4,88 дюйма (124 мм) в июне.
| Показатель                    | Янв. | Фев. | Март | Апр. | Май  | Июнь | Июль | Авг. | Сен. | Окт. | Нояб. | Дек. | Год   |
| ----------------------------- | ---- | ---- | ---- | ---- | ---- | ---- | ---- | ---- | ---- | ---- | ----- | ---- | ----- |
| Абсолютный максимум, °C       | 18   | 22   | 31   | 34   | 41   | 41   | 43   | 39   | 39   | 35   | 27    | 20   | 43    |
| Абсолютный минимум, °C        | −36  | −33  | −25  | −13  | −4   | 1    | 6    | 3    | −6   | −14  | −22   | −32  | −36   |
| Среднее число дней с осадками | 7,9  | 6,6  | 7,3  | 9,8  | 10,8 | 9,4  | 8,1  | 8,2  | 7,2  | 7,4  | 7,1   | 7,6  | 97,4  |
| Норма осадков, мм             | 50   | 46   | 67   | 101  | 122  | 142  | 109  | 106  | 94   | 75   | 62    | 55   | 1,029 |

## Демография
По данным переписи населения 2000 года в городе проживало 15 941 человек, 5 681 домохозяйств и 3 488 семей. Плотность населения составляла 2 519,8 жителей на милю² (972,9/км²). Город состоял из 6 138 единиц жилья со средней плотностью 970.3 на милю² (374.6/км²). Расовый состав населения города составлял: 86,33 % — белые, 10,48 % — афроамериканцы, 0,14 % — коренные американцы, 0,82 % — азиаты, 0,05 % — жители Тихоокеанских островов, 1,10 % — другие расы и 1,09 % — представители двух или более рас. Испаноязычные или латиноамериканцы любой расы составляли 4,30 % населения.
Насчитывалось 5 681 домохозяйств, из которых в 29,8 % воспитывались дети в возрасте до 18 лет, проживающие с ними, в 45,7% представляли собой совместно проживающие супружеские пары, в 11,8 % домохозяйств женщины проживали без мужей, и в 38,6 % домохозяйств не было семей. 32,6 % всех домохозяйств состояли из одного человека, при этом в 14,7 % проживали одинокие люди в возрасте 65 лет и старше. Средний размер домохозяйства — 2,32, а семьи — 2,94 человека.
Население города было социологически рассредоточено на категории: 20,9 % — младше 18 лет, 8,9% — в возрасте от 18 до 24, 34,6 % — в возрасте от 25 до 44, 20,7 % — в возрасте от 45 до 64 и 14,9 % — в возрасте 65 лет и старше. Средний возраст жителя округа составил 37 лет. На каждые 100 женщин приходилось 110,5 мужчин. На каждые 100 женщин старше 18 приходилось 112,6 мужчин.
Средний доход домохозяйства в городе составлял 35 720 долларов, а средний доход семьи — 45 088 долларов. Средний доход мужчин составлял 32 511 долларов против 21 777 долларов у женщин. Доход на душу населения в городе составлял 16 630 долларов. Около 5,7 % семей и 10,1 % всего населения находились за чертой бедности, в том числе 10,7% младше 18 и 12,0% старше 65 лет.

## Экономика
Диксон является региональным центром занятости и входит в состав двух быстрорастущих районов распределения, складирования и пищевой промышленности: один — I-88 West, а другой — логистический коридор I-39. Крупнейшими отраслями промышленности являются здравоохранение и государственное управление. В здравоохранении занято более 1 700 человек, в то время как рабочие места приближаются к 1 500. В исправительном центре Диксона работает более 600 человек, как и в Министерстве транспорта. В больнице Кэтрин Шоу Бетеа работает около 1000 сотрудников. В Диксоне много отраслей промышленности, на которых работают тысячи жителей штата. Крупнейшими являются Raynor Garage Doors, Donaldson Inc., Borg Warner и Spectrum Brands. В пятнадцати милях отсюда, в Эштоне, в Crest Foods работает более 600 человек.

## Искусство и культура
В городе Диксон есть множество художественных заведений, в том числе: художественная галерея в центре города, 2 галереи в музеях и несколько частных деловых галерей. В Диксоне также есть театр исполнительских искусств под названием Dixon Stage Left и кооператив музыкантов и изобразительных искусств под названием Rosbrook Studio. В течение года в городе проводятся многочисленные фестивали, в том числе: Фестиваль искусств и музыки в Гарденстоке, Венецианская ночь на набережной, фестиваль вина в центре города, блюзовые напитки и барбекю, Дни Рейгана и фестиваль осеннего пугала.
10 октября 2018 года Публичная библиотека Диксона стала Федеральной депозитарной библиотекой.
Каждое лето в Диксоне проводится ежегодный фестиваль петунии, включающий парад, карнавал (шоу Фарроу), кантри—концерт, шоу фейерверков и забег на 5 км — забег Рейгана. На параде присутствует множество представителей бизнеса, политиков и других местных групп. В это время в Диксоне также проводится карнавал, который заканчивается Четвёртого июля. Центральный район стал Национальным историческим районом. Река Рок-Ривер, протекающая через центр Диксона, была объявлена федеральным правительством Национальным водным путем. Жители Диксона поддержали множество крупномасштабных проектов, которые создали несколько аспектов для их сельской общины. Одним из преимуществ этого небольшого городка является то, что любой желающий может сплавиться на каяке по Рок-Ривер до городских доков в центре города и присоединиться к публичным занятиям йогой на набережной.
Фестиваль петунии был задуман после того, как в конце 1950-х годов голландская болезнь вязов и расширение автомагистралей уничтожили деревья вдоль основных дорог. В ответ на кардинальные изменения, произошедшие в уличном пейзаже, Мужской садовый клуб Диксона посадил петунии вдоль Галены-авеню, чтобы в начале 1960-х годов вновь придать уличному пейзажу своеобразие. Перед этим ежегодным фестивалем волонтёры высаживают тысячи розовых петуний вдоль главных улиц. Цветы поливают и ухаживают за ними совместными усилиями городских рабочих и волонтёров.
На знаменитой арке вдоль Галены-авеню, к югу от Рок-Ривер, неоновыми стёклами выведено слово «Диксон». Хотя обычно это сооружение называют аркой Диксона, правильное название — Арка военного мемориала. Исторический центр Северо-Западной территории — исследовательский и учебный центр по истории, расположенный в Южной центральной школе детства президента Рональда Рейгана. Восстановленный при самоотверженной поддержке горожан и коллег Рейгана, Центр с гордостью связан со Смитсоновским институтом.
В Центре находится Региональный центр проекта «История ветеранов», аудитория, исследовательская библиотека, исторические экспонаты, художественная галерея, театр объёмного звучания и музейный магазин.

## Парки и зоны отдыха
Округ Диксон-Парк владеет более чем 1 100 акрами (450 га) земли, включая два исторических парка, заложенных в 1842 году. Парки варьируются от Лоуэлл-парка площадью 200 акров (81 га), который внесен в Национальный реестр исторических мест; от «Медоуз-парка», который охватывает 567 акров (229 га) рекреационных возможностей с природными зонами и сельскохозяйственными угодьями; до окрестных парков, расположенных по всему городу. Округ Ли, центром которого является Диксон, предлагает множество зон отдыха и кемпингов; более 7000 кемпингов расположены в пределах 17 миль от города. Туристы из близлежащего Чикаго пользуются возможностями округа Ли для отдыха, особенно в летние выходные, в результате чего население округа увеличивается примерно на 20 000 человек.

## Инфраструктура

### Здравоохранение
Диксон — региональный центр здравоохранения. На балансе у больницы Кэтрин Шоу Бетеа числятся учебное заведение для студентов-медиков, 4 клиники для взрослых, детская клиника, 2 центра диализа, 2 клиники неотложной помощи, а также Центр психического здоровья Синиссипи и Онкологический центр Северного Иллинойса. В исправительном центре Диксона также есть больница, лазарет и клиника для душевнобольных. Центр психического здоровья Мейбл также расположен в Диксоне.

## Аэропорт
Диксон обслуживается муниципальным аэропортом имени Чарльза Уолгрина Филда, предназначенным только для авиации общего назначения.

## Известные люди

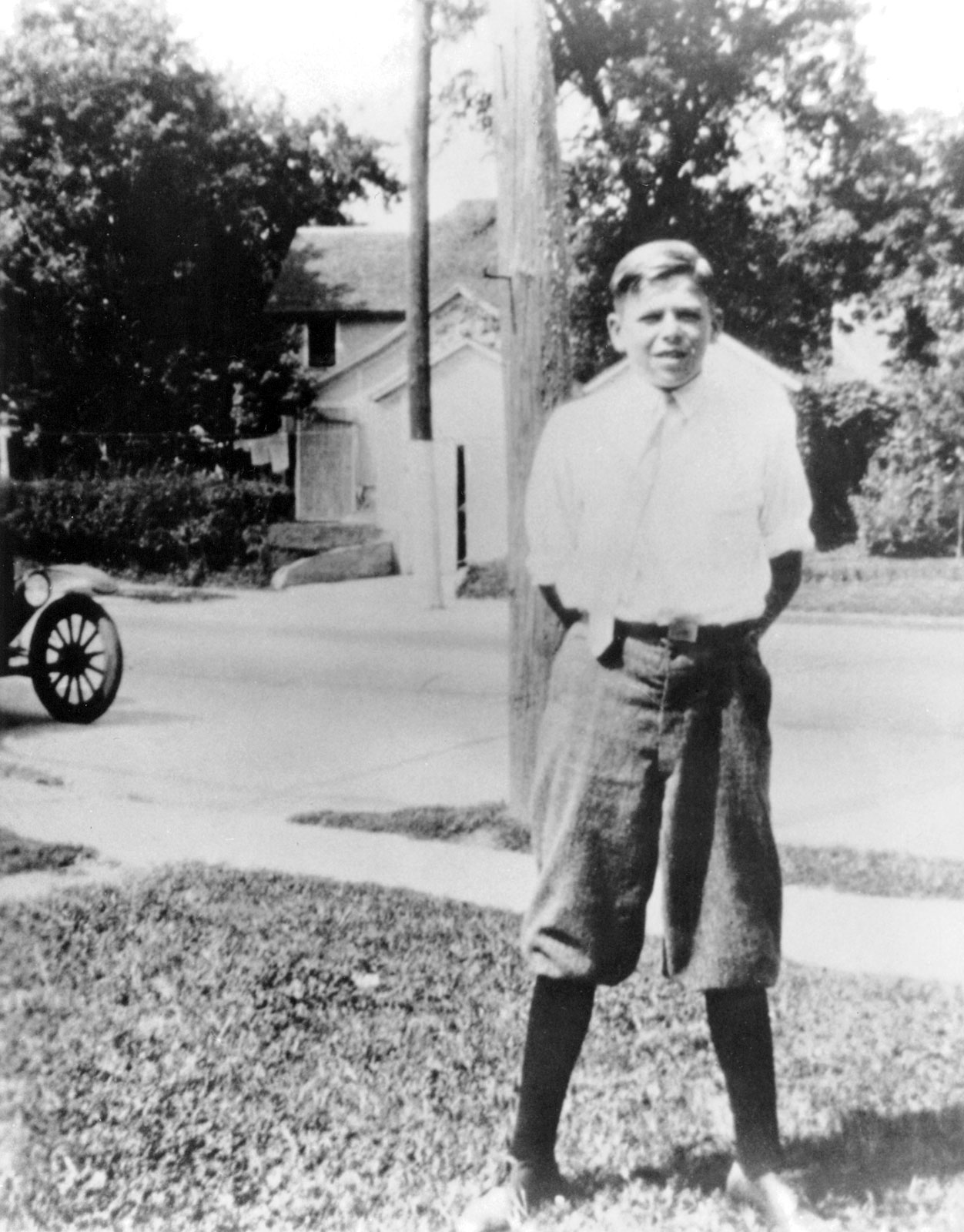
Рональд Рейган в Диксоне. 1922 год.

- Джон Дир (1804—1886) — кузнец и промышленник, изобретатель стального плуга, основатель компании Deere & Company.
- Шервуд Диксон[англ.] (1896—1973) — политик, 36-й лейтенант-губернатор Иллинойса.
- Джерри Хей[англ.] (род. 1950) — музыкант, обладатель 6 премий «Грэмми».
- Уильям Мак-Мастер[англ.] (1877—1968) — политик, 10-й губернатор Южной Дакоты, 4-й сенатор США от Южной Дакоты.
- Луэлла Парсонс (1881—1972) — журналистка.
- Рональд Рейган (1911—2004) — политик, 40-й Президент США, 33-й губернатор Калифорнии.
- Ронди Рид (род. 1952) — актриса.
- Фред Стерлинг[англ.] (1869—1934) — политик, 32-й лейтенант-губернатор Иллинойса.

## Города-побратимы
- Диксон, Россия.
- Херцберг, Германия.
- Каслбар, Ирландия.
- Тика[англ.], Кения.